# Hans Kwiet
Hans Kwiet (* 27. April 1931 in Halle; † 15. März 2005 in Hamburg) war ein deutscher Schauspieler und Fernsehproduzent.

## Leben
Kwiet erhielt seine künstlerische Ausbildung von 1948 bis 1950 an der Theaterschule des Deutschen Theaters Berlin. Er debütierte am Harzer Bergtheater Thale als Pylades in Iphigenie auf Tauris. Danach war er an den Städtischen Bühnen Quedlinburg, am Theaterclub im British Centre und am Theater am Kurfürstendamm in Berlin engagiert.
Er spielte 1954 im Theaterclub im British Centre den Martin in der Uraufführung von Der gute Wein des Herrn Nuche von Paul Willems sowie 1955 an den Kammerspielen Hamburg in Lanzelot und Sanderein von Friedrich Markus Huebner.
Ab 1950 wirkte er in einigen Spielfilmen mit und war auch beim RIAS aktiv. Für den Sender Freies Berlin (SFB) produzierte Kwiet in den 1970er und 1980er Jahren mehrere Fernsehfilme.

## Filmografie (als Schauspieler)
- 1950: Semmelweis – Retter der Mütter
- 1950: Das kalte Herz
- 1954: König Drosselbart
- 1954: Der Froschkönig
- 1955: Das Sandmännchen
- 1959: Drei Orangen
- 1960: Majestäten
- 1976: Verlorenes Leben